# Karl Blecha
Karl Blecha (né le 16 avril 1933 à Vienne (Autriche) en Autriche) est un homme politique autrichien, membre du Parti Socialiste (SPÖ).

## Biographie
Il estministre de l'Intérieur du gouvernement Sinowatz, du 24 mai 1983 au 16 juin 1986 et doit renoncer a son mandat à cause de son implication dans les scandales autrichiens "Lucona" (escroquerie à l´assurance et multiple meurtre) et "Noricum" (marché d´armes illégal). Blecha fut condamné à 9 mois sur sursis pour falsification et suppression de documents et faux témoignage.
Socialiste de l'aile gauche, il participe à la conférence de Berlin "SOS Europe, Save our social Europe", en mars 2007.
Malgré son passé il est ensuite président de l‘Organisation Européenne des Seniors (ESO).
Il est membre du comité de parrainage du Tribunal Russell sur la Palestine dont les travaux ont commencé le 4 mars 2009.